# Viaje a Burgos
Viaje a Burgos (Burgos Voyage) és un documental de l'any 1911 dirigit pel director de Segundo de Chomón, qui va col·laborar amb el director italià Giuseppe de Liguoro. El documental està íntegrament filmat a la província de Burgos i té una durada de 4 minuts i 14 segons. Va ser publicat i distribuït per la productora francesa Pathé. La cinta original es troba emmagatzemada en el Centre Nacional de Cinematografia de la localitat francesa de Bois D'Arcy. Actualment la pel·lícula és de domini públic i es poden trobar diverses còpies a la xarxa, una de les més recurrents la qual està acompanyada per una composició de guitarra del reconegut músic burgalès Antonio José Martínez Palacios.

### Sinopsi
Viatge a Burgos presenta a Burgos com "una de les ciutats més interessants d'Espanya pels monuments que tanca" i fa un recorregut pels llocs més emblemàtics de la ciutat que es llisten a continuació:
- Església de Sant Esteve
- Las Huelgas
- Plaça de la Llibertat
- Casa del Cordón
- Catedral de Santa Maria la Major
- Arc de Santa Maria
- Plaça Major de Burgos
- Riu Arlanzón al seu pas per la ciutat
- Passeig de la Isla